# Psychotria parvistipulata
Psychotria parvistipulata är en måreväxtart som beskrevs av Ernest Marie Antoine Petit. Psychotria parvistipulata ingår i släktet Psychotria och familjen måreväxter. Inga underarter finns listade i Catalogue of Life.